# Francisco Antonio Corral Escolano
Francisco Antonio Corral Escolano (Ariza, 15 de octubre de 1820 - Sigüenza, 24 de junio de 1886) fue un compositor y maestro de capilla español.

## Vida
Francisco Antonio Corral Escolano nació en Ariza, en la provincia de Zaragoza, que entonces formaba parte de la diócesis seguntina. Se formó musicalmente en la Catedral de Sigüenza, donde fue admitido como infante del coro el 10 de mayo de 1828. Comenzaría sus estudios con el maestro Juan Lorenzo Muñoz Sánchez y los continuaría con su sucesor en el cargo, Urbano Aspa Arnao.
Durante esos años la Catedral atravesaba una profunda crisis económica. Las sucesivas desamortizaciones de 1836 y 1841 agravaron esta situación, y en 1842 la capilla de música fue suprimida por orden ministerial, lo que supuso un duro golpe para la vida musical del cabildo. Como consecuencia, Aspa Arnao se trasladó a Madrid, mientras que Francisco Saiz, segundo organista, asumiendo las funciones del cargo a pesar de su supresión oficial. Corral continuaba siendo considerado infante del coro y proseguía con su formación académica. En 1838 consta que cursaba estudios de latín bajo la tutela del catedrático José María Rodríguez Segarra. Paralelamente, ofrecía clases particulares de música, lo que, junto con la beca asignada por su condición de infante, le permitía costear su estancia en Sigüenza. Posteriormente, al acceder Francisco Sainz al cargo de primer organista, quedó vacante la plaza de segundo organista. Esta fue ocupada de manera compartida por Francisco Corral y Gregorio Bueno, quienes dividieron entre ambos la remuneración correspondiente.

También se leyó otro [memorial] de los Ynfantes de Coro Gregorio Bueno y Francisco Corral solicitando la segunda plaza de organista, y se acordó que la sirban los dos en el modo y forma que se espresa con respecto a la primera, percibiendo un real diario cada uno. Y dicha la antífona Da pacem se concluye este Cavildo al que asistí de que certifico. Julián Sainz Gutiérrez
Actas capitulares de la Catedral de Sigüenza, 2 de marzo de 1840, vol. 48 s/n de folio)

Su relación con el cabildo seguntino no siempre fueron fáciles, aunque el cabildo siempre le perdonó, sobre todo teniendo en cuenta que no había alternativa al maestro Corral. La introducción de Corral en el magisterio debió ser gradual. Primero se le concedió el uso de ropas negras y un asiento en el banco de capellanes. En 1844 se le permitió llevar el compás y se le asignó la instrucción de los infantes del coro. En 1851 Saiz solicitó dejar la interinidad del magisterio por sus achaques, por lo que finalmente se le encargó la dirección de la capilla de música a Corral, sin ningún tipo de solemnidad que le hubiera dado la realización de unas oposiciones.
Francisco Corral contrajo matrimonio en dos ocasiones. Su primer enlace tuvo lugar el 10 de octubre de 1849 con María Antonia Gayán Mazo, quien fallecería posteriormente. Años más tarde, el 30 de octubre de 1864, contrajo segundas nupcias con María Francisca Beato Díaz.
Corral emprendió la ardua tarea de reorganizar la capilla de música prácticamente desde sus cimientos. De sus composiciones, se puede deducir que consiguió reunir un conjunto musical nada desdeñable para la época: dos violines, dos trompas, dos clarinetes, flauta, fliscorno, figle, bombardino, contrabajo y una parte de órgano obligado. Posiblemente se tratara de voluntarios, como algunos de los antiguos miembros de la capilla, que se ofrecieron a tocar sin remuneración.
Francisco Corral permanecería en el cargo hasta su fallecimiento en Sigüenza el 24 de junio de 1886 Le sustituiría en el cargo su discípulo Alejo Martínez Aparicio.

## Obra
Escribió dos tratados teóricos que merecieron mención de Felipe Pedrell en su Diccionario:
- El canto llano y figurado al alcance de todos, o sea: Compendio fácil y brevísimo de sus principales reglas con algunas advertencias valiosísimas precedidas de una breve reseña histórica. por D. Francisco Corral, maestro de capilla de esta Santa lglesia Catedral y profesor de Canto Llano del seminario conciliar de la misma (Sigüenza, 1862)
- Llave del canto litúrgico, o sea, Mértodo fácil y seguro para cantar el oficio divino. Obra utilísima para los Sres. eclesiásticos, seminaristas y cantas personas se dedican a tan santo ejercicio, por D[...], maestro de capilla de la Sta. Iglesia Catedral de Sigüenza y profesor des seminario conciliar de la misma (manuscrito perdido)

Como compositor se le considera uno de los mejores compositores de entre los maestros seguntinos, tanto por la cantidad como por la cantidad de sus obras. Su estilo estaba influenciado tanto por un estilo «internacional», cuando arreglaba óperas o sinfonías italianas, como por la tonadilla española. La mayoría de sus arreglos no se han conservado.
Se conservan en la Catedral de Sigüenza numerosas composiciones: antífonas, misas, arias, oficios, vísperas, gozos, himnos, lamentaciones, motetes, responsorios, rosarios, salmos, secuencias y otras obras en castellano, además de un arreglo para orquesta de los Lamentos y Suspiros de las Almas del Purgatorio del compositor Mariano García Zalba, todas ellas con un colorido orquestal realmente excepcional.